# NGC 7145
NGC 7145 este o galaxie situată în constelația Cocorul. A fost descoperită în 2 octombrie 1834 de către John Herschel. Se află la o distanță de 23,55 de megaparseci de Pământ.